# مقطع 11B-X-1371
هو مقطع فيديو فيروسي من أوائل عام 2015 تم إرساله إلى GadgetZZ.com ، مدونة التكنولوجيا السويدية التي نشرت هذا الفيديو. يبلغ طول الجزء الأبيض والأسود دقيقتين ؛ جاء عنوانها من نص عادي لسلسلة base64 مكتوبة على قرص DVD. يصور شخصًا يرتدي ما يبدو أنه زي طبيب الطاعون يمشي ويقف في مبنى مهجور متداعي ، مع غابة مرئية من خلال فتحات النوافذ السابقة في الجدار خلفه. مصحوبًا بموسيقى تصويرية لضوضاء صاخبة متناقضة ، يرفع الشخص المقنع يده بضوء وامض غير منتظم. لم يكن للفيلم أي اعتمادات أو مطالبات بالتأليف.
1. ↑  "معلومات عن مقطع 11B-X-1371 على موقع youtube.com". youtube.com. مؤرشف من الأصل في 2021-12-20.